# 帚尾豪猪属
帚尾豪猪属（学名：Atherurus）是啮齿目豪猪科的一属，本属豪猪分布于非洲和亚洲两地，根据分布地的不同可分为以下2种：
- 非洲帚尾豪猪（Atherurus africanus）
- 帚尾豪猪（Atherurus macrourus）